# Noord-Saksisch voetbalkampioenschap 1929/30
In 1929/30 werd het veertiende en laatste Noord-Saksisch voetbalkampioenschap gespeeld, dat georganiseerd werd door de Midden-Duitse voetbalbond. Riesaer SV werd kampioen en plaatste zich voor de Midden-Duitse eindronde. De club versloeg VfB 1907 Herzberg en verloor dan van FV Fortuna 1911 Magdeburg. 
Na dit seizoen werd de competitie opgeheven. In het kader van het aantal competities in Midden-Duitsland te verminderen werden de clubs herverdeeld over de competities van Mulde, Oost-Saksen en Midden-Saksen. Gröditz mocht in de Gauliga Mulde aantreden aangezien deze competitie ook niet zo sterk was, en degradeerde na één seizoen. Hoewel recordkampioen mocht Riesaer SV 03 niet in de Gauliga Ostsachsen aantreden omdat de Dresdense clubs als te sterk werden ervaren. De club kon wel na één seizoen promotie afdwingen. Het merendeel van de clubs ging in de tweede klasse van Midden-Saksische competitie spelen. BC Hartha kon hier na één seizoen promoveren. 

## Gauliga
| Plaats | Club                 | Wed. | W  | G | V  | Saldo | Ptn.  |
| ------ | -------------------- | ---- | -- | - | -- | ----- | ----- |
| 1.     | 1. SV Riesaer 03     | 18   | 15 | 1 | 2  | 89:35 | 31:5  |
| 2.     | Döbelner SC 02       | 18   | 10 | 1 | 7  | 61:44 | 21:15 |
| 3.     | FV Sportlust Riesa   | 18   | 9  | 1 | 8  | 54:51 | 19:17 |
| 4.     | SV Röderau           | 17   | 9  | 1 | 7  | 44:52 | 19:15 |
| 5.     | SV 1911 Gröditz      | 18   | 8  | 1 | 9  | 50:52 | 17:19 |
| 6.     | BC 1913 Hartha       | 18   | 7  | 3 | 8  | 38:46 | 17:19 |
| 7.     | FC 1901 Roßwein      | 18   | 7  | 2 | 9  | 58:48 | 16:20 |
| 8.     | VfB 1910 Rochlitz    | 18   | 8  | 0 | 10 | 51:65 | 16:20 |
| 9.     | SpVgg Waldheim       | 18   | 6  | 0 | 12 | 37:69 | 12:24 |
| 10.    | FC 1911 Geringswalde | 17   | 5  | 0 | 12 | 40:60 | 10:24 |

|  | Kampioen, geplaatst voor Midden-Duitse eindronde, degradatie naar 1. Kreisklasse Ostsachsen 1930/31 |
|  | Degradatie naar 1. Kreisklasse Ostsachsen 1930/31                                                   |
|  | Degradatie naar 1. Klasse Mittelsachsen 1930/31                                                     |
|  | Wisselt volgend jaar naar Gauliga Mulde 1930/31                                                     |